# Maria Anna von Bylandt

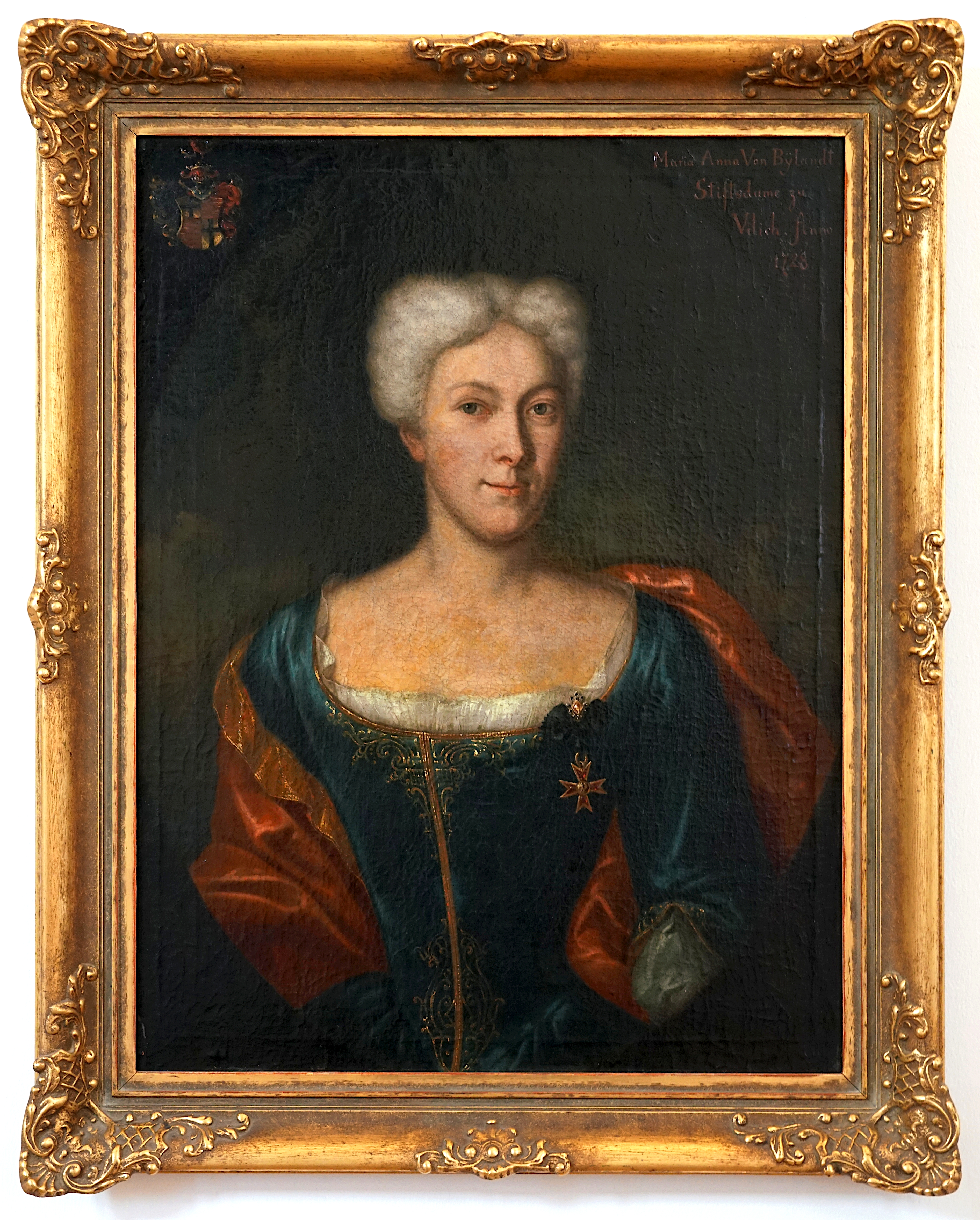
Maria Anna von Bylandt (1728) mit Kanonissenkreuz und Chormantel

Maria Anna von Bylandt (* 1711 in Rheydt; † 4. Mai 1787 in Vilich) war Kanonisse im Stift Vilich bei Bonn.

## Herkunft und Familie
Maria Annas Eltern waren Arnold Christoph von Bylandt-Schwarzenberg (* 18. Februar 1680; † 1730 in Rheydt) und Anna Maria Theresia von Ingelheim (* 27. November 1686 in Geisenheim am Rhein; † 1764 in Rheydt).
Die Familie Ingelheim war angesehenes Mitglied des Stiftsadels aus dem fränkisch-mittelrheinischen Raum. Anna Maria Theresias Vater Franz Adolf Dietrich von Ingelheim gen. Echter von Mespelbrunn war Präsident des Reichskammergerichts in Wetzlar, ihr Onkel  Anselm Franz von Ingelheim war Mainzer Kurfürst und ihr Bruder gleichen Namens Fürstbischof von Würzburg.
Die niederrheinische Adelsfamilie Bylandt stammt aus dem deutsch-niederländischen Grenzraum nördlich der Stadt Kleve (Herrlichkeit Bijland). Arnold Christoph war in Hildesheim aufgewachsen und hatte sich die Unterherrschaft Rheydt in einem langwierigen Prozess gegen seine Verwandtschaft vor dem Reichskammergericht zu Wetzlar erstreiten müssen. Seit 1703 war er Herr auf Schloss Rheydt. Das Ritterlehen Schwarzenberg in der Gemarkung Dorff (heute Stadt Stolberg) hatte Adrian von Bylandt, der Ururgroßvater Maria Annas, durch Heirat in die Familie gebracht.

## Leben

### Kindheit und Jugend
Ihre frühe Kindheit verbrachte Maria Anna, die von der Familie stets Marianne genannt wurde, auf Schloss Rheydt. Sie hatte drei Brüder und drei Schwestern. Als sie drei Jahre alt war, sicherte ihr Vater ihr eine Exspektanz auf eine Pfründe im St.-Adelheidis-Stift in Vilich bei Bonn. Nach sieben Jahren war die Anwartschaft abgelaufen und es erfolgte Maria Annas Aufschwörung im Stift in Vilich, bei der ihr Adelsstand durch Vorlage geeigneter Dokumente nachgewiesen werden musste. Alsdann erfolgte die Aufnahmefeier ins Stift, und die Zehnjährige erhielt das Kanonissenkreuz als Zeichen ihrer Zugehörigkeit.
Maria Anna blieb nun im Kloster, um erzogen und ausgebildet zu werden. Neben dem Religionsunterricht und der Unterweisung in das Singen des Chorgebets der Kanonissen erhielt sie auch Deutsch- und Französischunterricht. Kontakt in die Heimat zu ihrer Familie hielt sie durch regelmäßige Korrespondenz und gelegentliche Besuche.
Nach dem erfolgreichen Abschluss ihrer Ausbildung erfolgte die Aufnahme Maria Annas als vollberechtigte Kanonisse ins Stift. Sie erhielt fortan die Gelder und Naturalien aus ihrer Pfründe zum Lebensunterhalt. Bis dahin hatte ihr Vater für ihren Unterhalt aufkommen müssen. Für die Unterbringung seiner Tochter im Stift hatte er etwa 700 Reichstaler aufgewendet.

### Kanonisse
Als Stiftsdame wohnte Maria Anna in einem eigenen, zweigeschossigen Kanonissenhaus mit Keller und Dachspeicher. Ihr zu Diensten waren eine Magd und eine Köchin. Das Haus lag in einem großen Garten in Klosternähe und war herrschaftlich ausgestattet. Es gab neben getrennten Wohn- und Schlafräumen auch einen Festsaal und ein Fremdenzimmer.
Ihre Pflichten als Kanonisse nahm Maria Anna aus Frömmigkeit und Überzeugung ernst. Dementsprechend hielt sie es auch für angebracht, schlicht und ohne viel Luxus aufzutreten. Sie besaß mit ihrem Chormantel aus Seide lediglich ein kostbares Kleidungsstück und als Schmuck zwei diamantbesetzte Ringe und ein Ohrgehänge.
Neben ihren liturgischen Aufgaben hatte Maria Anna das Amt der Kellerin inne und war somit für die wirtschaftlichen Belange des Stifts zuständig.
Im Jahr 1762 kandidierte sie für das Amt der Äbtissin, wohlwissend, dass sie gegenüber ihrer Gegenkandidatin chancenlos war. Bei dieser handelte es sich um Caroline Gräfin von Satzenhoven (1728–1785), der Mätresse des Kurkölnischen Ministers Caspar Anton Graf von Belderbusch (1722–1784). Natürlich sorgte der Minister dafür, dass Maria Anna die Wahl nicht gewann.

### Unternehmerin
In ihrer Freizeit widmete sich Maria Anna dem Handel mit Textilien aus Leintuch wie Hemden, Tischtücher und Servietten. Die Produktion der Ware vom Flachs über das Garn bis zum Tuch gab sie bei Heimarbeitern in Auftrag. In ihrem Haus gab es das so genannte „schwarze Leinewandzimmer“, ein verdunkelter Raum, in dem die Textilien gelagert wurden und vor dem Vergilben geschützt waren.
Außerdem handelte die Kanonisse mit Weiß- und Rotweinen aus dem Mittelrheintal vor den Toren Bonns. Hierzu war der Keller ihres Hauses ein geeignetes Zwischenlager.
Die unternehmerische Tätigkeit Maria Annas war ungewöhnlich, da sie zu jener Zeit gegen den Ethos und die Verhaltensweise des Adels verstieß. Man war üblicherweise Gutsbesitzer, Soldat oder Beamter und als Frau Ehefrau und Mutter oder Stiftsdame.

### Tod und Vermächtnis
Am 4. Mai 1787 verstarb Anna Maria von Bylandt in ihrem Kanonissenhaus. Sie erhielt eine ihrem adeligen Stand angemessene Begräbnisfeier. Die Grablegung erfolgte in der Stiftskirche zu Vilich.
Maria Anna konnte aufgrund ihres vergleichsweise sparsamen Lebenswandels und ihrer unternehmerischen Tätigkeit die ansehnliche Summe von 5150 Reichstalern vererben. Wie ihr Nachlass aufzuteilen sei, hatte sie in ihrem Testament sorgfältig aufgeführt. Etwa die Hälfte ihres Vermögens vermachte sie der katholischen Minderheit in ihrer Heimatstadt Rheydt, für die schon ihre Mutter Anna Maria Theresia eine eigene kleine Kirche hatte bauen lassen.